# Saint-Gauzens
Saint-Gauzens település Franciaországban, Tarn megyében. Lakosainak száma 912 fő (2022. január 1.). Saint-Gauzens Ambres, Briatexte, Fiac, Giroussens, Parisot és Puybegon községekkel határos.

## Népesség
A település népessége az elmúlt években az alábbi módon változott:
| Lakosok száma | 824  | 836  | 850  | 855  | 872  | 889  | 899  | 906  | 912  |
|               | 2013 | 2015 | 2016 | 2017 | 2018 | 2019 | 2020 | 2021 | 2022 |